# Kerry Park
Kerry Park is een park in de wijk Queen Anne in Seattle. Het park heeft een oppervlakte van 0,5 hectare en is aangelegd in 1927. Kerry Park is vernoemd naar Albert Sperry Kerry, die ook het park heeft laten aanleggen. Het park is vooral bekend voor het uitzicht op de stad Seattle.
In Kerry Park staat sinds 1971 het sculptuur "Changing Form", gemaakt door Doris Chase.